# Wills Hill
Wills Hill, 1. markiz Downshire (ur. 30 maja 1718 w Fairford w Gloucestershire, zm. 7 października 1793) – brytyjski arystokrata i polityk.
Był synem Trevora Hilla, 1. wicehrabiego Hillsborough, i Mary Rowe, córki Anthony’ego Rowe’a. W 1741 r. został wybrany do brytyjskiej Izby Gmin z okręgu Warwick. Po śmierci ojca w 1742 r. odziedziczył tytuł 2. wicehrabiego Hillsborough w parostwie Irlandii. W 1751 r. otrzymał w tym samym parostwie tytuł hrabiego Hillsborough. W latach 1754–1756 był kontrolerem Dworu Królewskiego. W 1756 r. otrzymał tytuł 1. barona Harwick w parostwie Wielkiej Brytanii i zasiadł w brytyjskiej Izbie Lordów.
W latach 1763–1765 był pierwszym lordem handlu w rządzie George’a Grenville’a. Ponownie na krótko objął to stanowisko w 1766 r. w rządzie lorda Chathama. W latach 1766–1768 był poczmistrzem generalnym, a w latach 1768–1772 ponownie pierwszym lordem handlu. Jednocześnie sprawował stanowisko ministra kolonii. W 1772 r. odszedł z rządu i otrzymał tytuł 1. hrabiego Hillsborough w parostwie Wielkiej Brytanii.
Do gabinetu powrócił w 1779 r. jako minister południowego departamentu. Odszedł ze stanowiska po upadku gabinetu w 1782 r. Wytrwale sprzeciwiał się wszelkim ustępstwom wobec amerykańskich kolonistów. Był za to zwolennikiem unii Wielkiej Brytanii i Irlandii. W 1789 r. otrzymał tytuł 1. markiza Downshire w parostwie Irlandii. Zmarł w 1793 r.
Tytuły parowskie odziedziczył jego syn z pierwszego małżeństwa z lady Margarettą FitzGerald, Arthur. Lord Downshire miał z tego małżeństwa jeszcze dwie córki – Charlotte (żonę 1. hrabiego Talbot) i Emily (żonę 1. markiza Salisbury). Drugie małżeństwo, z Mary Stawell, było bezpotomne.